# Realidad Musical
Realidad Musical fue una plataforma de autoedición y promoción discográfica española creada en 2008. En ella participaron bandas de rock como Reincidentes, Boikot, Porretas o Disidencia  para publicar sus trabajos, aunque una de sus primeras referencias fue la edición española del disco Viento, Lucha y Sol de los italianos Banda Bassotti. La discográfica Boa Music se encargó de distribuir los trabajos editados por la plataforma.